# André Poffé
André Poffé (Gilly, 21 maart 1922 - aldaar, 20 mei 1984) was een Belgisch senator.

## Levensloop
Poffé werd beroepshalve kinesist en leraar lichamelijke opvoeding.
Als militant van de PSB-federatie van het arrondissement Charleroi verzeilde hij in de politiek. In 1965 werd hij verkozen tot gemeenteraadslid van Montignies-sur-Sambre, waar hij van 1965 tot 1970 schepen en van 1971 tot 1976 burgemeester was. Nadat Montignies-sur-Sambre in 1976 fuseerde met Charleroi, was hij daar van 1977 tot 1982 gemeenteraadslid en schepen. In 1982 verliet hij de gemeentepolitiek ten voordele van een jonge generatie onder leiding van Jean-Claude Van Cauwenberghe.
Tevens zetelde hij van 1974 tot 1978 als rechtstreeks gekozen senator voor het arrondissement Charleroi in de Belgische Senaat.
Hij speelde ook voetbal en speelde zeven wedstrijden met Charleroi SC in de jaren veertig en scoorde drie doelpunten.